# Płociduga
Płociduga (Płociduga Mała)– nieistniejące jezioro w Olsztynie na terenie dawnego majątku Posorty, obecnie teren podmokły położony między osiedlem Mleczna, ul. Tuwima i al. Warszawską, niedaleko Kortowa.
Było to jezioro znajdujące się w dolinie zalewowej rzeki Łyny. Osuszone w XIX wieku i częściowo zasypane, obecnie prawie w całości porośnięte trzcinami, zarastające drzewami. Otwarte lustro wody widoczne jest jedynie w kilku fragmentach, głównie w rowach odwadniających. Przez środek usypano groblę, obecnie wykorzystywaną jako skrót z os. Mleczna do Kortowa. Przy budowie boiska szkolnego (SP. nr 29), kolejne fragmenty byłego jeziora zostały zasypane. Wody z zabagnienia odprowadzane są rowem melioracyjnym do rzeki Łyny na wysokości ul. Tuwima. Dawne jezioro Płociduga, obecnie jako zabagnienie, jest miejscem występowania ptactwa wodnego (w 2005 roku gniazdował tutaj remiz, regularnie gnieżdżą się kaczki krzyżówki a na pobliskich drzewach także sroki), płazów i wodnych bezkręgowców. Jest silnie zaśmiecane.
W wyniku zatkania rowu odwadniającego od roku 2007 nieznacznie podniósł się poziom wody, w rezultacie procesy renaturalizacji nasilają się. W wyniku wyższego poziomu wody musiano nawieźć żwiru, gdyż ścieżka spacerowa uległa zalaniu.
Płociduga Duża - nieistniejące jezioro w Olsztynie z dawną wyspą, na której znaleziono ślady dawnego osadnictwa, położone w Olsztynie między ulicami Kalinowskiego, aleją Warszawską, Tuwima i rzeką Łyną na wysokości osiedla Brzeziny.  Przez to dawne jezioro przebiega trasa spacerowo-rowerowa Łynostrada. W lipcu 2024 roku, po ulewnych deszczach dawne jezioro wypełniło się wodą. Napływ wody możliwy był w wyniku rozszczelnienia wałów przeciwpowodziowych przez bobry.